# Authentieke akte
Een authentieke akte is een officieel document opgemaakt om als bewijs te dienen, dat door een openbaar ambtenaar is opgesteld en gewaarmerkt, zoals geregeld bij de wet. Het meest bekend als authentieke akte zijn de akten van een notaris, maar ook een rechterlijk vonnis is een authentieke akte en een bekeuring van de politie.
Het namaken van een authentieke akte en gebruik van een nagemaakte akte is strafbaar (Nederland: artikel 226 Sr). 
Een verklaring of overeenkomst die zonder de aanwezigheid van een tot het opstellen van authentieke akten bevoegd ambtenaar is opgesteld, heet een onderhandse akte. Het is mogelijk om een onderhandse akte in bewaring te geven bij een notaris (depot-akte) of in fiscale zaken te laten registreren bij de Belastingdienst. 

## Eigenschappen van een authentieke akte
Een authentieke akte biedt, in vergelijking met een onderhandse akte, zekerheid dat: 
- het document echt is,
- niemand er achteraf iets aan veranderd heeft,
- de personen van wie de namen onder het document staan werkelijk degenen zijn geweest die het hebben ondertekend,
- het een vaste datum heeft, d.w.z. het is ondertekend op de genoemde datum en dat er dus niet geantedateerd is.

Het feit dat een akte in authentieke vorm is opgemaakt brengt met zich mee dat de ondertekenaars begrepen moeten hebben wat zij hebben ondertekend. De notaris is verplicht zich er zo goed mogelijk van te vergewissen dat de ondertekenaars wilsbekwaam zijn en de strekking van het document begrepen hebben. Zekerheid biedt dit echter niet omdat een schriftelijk stuk nu eenmaal interpretatieverschillen onverlet laat.
De wet vereist voor de geldigheid van bepaalde verklaringen, beschikkingen en overeenkomsten een authentieke akte; een onderhandse akte heeft in deze gevallen niet de gewenste juridische werking, voorbeeld is een uiterste wilsbeschikking ('testament') of de koopovereenkomst van een onroerende zaak.

## Rechtsregels België

### Definitie
Het Belgisch Burgerlijk Wetboek (BW) definieert een authentieke akte als een geschrift dat in de wettelijke vorm is verleden voor een openbare of ministerieel ambtenaar die de bevoegdheid en hoedanigheid heeft om te instrumenteren (art. 8.1, 5° BW). De authentieke akte is een van de twee vormen van een ondertekend geschrift, naast de onderhandse akte (art. 8.1, 6° BW).

### Drager
Een Belgische authentieke akte mag in principe op iedere mogelijke drager worden aangebracht, zolang ze maar opgemaakt en bewaard wordt volgens de voorwaarden die blijken uit de wet of een koninklijk besluit (art. 8.15, eerste lid BW).

### Onregelmatige authentieke akte
Een akte die vanwege de onbevoegdheid of onbekwaamheid van de openbare of ministeriële ambtenaar of vanwege een gebrek in de vorm geen authentieke akte kan zijn, kan nog wel doorgaan als onderhandse akte als deze door de partij(en) is ondertekend (art. 8.16 BW).

### Wettelijke bewijswaarde
Een authentieke akte levert bewijs op van wat de openbare of ministeriële ambtenaar persoonlijk heeft verricht of vastgesteld tot zolang er geen betichting van valsheid is. De partijen kunnen daarvan niet afwijken, omdat iedere overeenkomst die van dit principe afwijkt, nietig is (art. 8.17, eerste lid BW). Wordt de valsheid beticht, dan heeft de rechter de mogelijkheid om de uitvoering van de akte te schorsen (art. 8.17, tweede lid BW). Een authentieke akte levert een volledig bewijs op van de overeenkomst die erin is vervat. Dit geldt zowel tussen de partijen enerzijds als ten aanzien van hun erfgenamen en rechtverkrijgenden anderzijds (art. 8.17, derde lid BW).

### Overige
Een onderhandse akte kan ten aanzien van derden vaste datum krijgen van de dag waarop de hoofdinhoud ervan is vastgesteld in een authentieke akte (art. 8.22, 2° BW). Art. 8.26 BW voorziet bovendien in regels omtrent het bewijs aan de hand van afschriften van de authentieke akten.

## Rechtsregels Nederland

### Notariële akte
Een overeenkomst, verklaring of rechtshandeling kan door een notaris worden vastgelegd. Het schriftelijke stuk dat de notaris opmaakt, wordt een authentieke akte genoemd. Een beschikking of overeenkomst kan men ook zelf op schrift stellen en ondertekenen, dit wordt een onderhandse akte genoemd. Het voordeel van een notariële akte is, dat de datum en de ondertekening door partijen, de notaris en eventuele getuigen vaststaan en dat de originele getekende akte brandwerend door de notaris wordt bewaard, zodat er altijd afschriften van kunnen worden gekregen. Nadeel zijn de kosten die de notaris in rekening brengt, maar daar staat tegenover, dat hierdoor (proces)kosten en rechtsonzekerheid in de toekomst veelal kunnen worden voorkomen. Notariële akten werden vroeger, met uitzondering van testamenten, binnen tien dagen na het verlijden, het opmaken en ondertekenen ervan, bij de Inspectie der Registratie en Successie van de belastingdienst ter registratie aangeboden. Tegenwoordig worden daar alleen nog overeenkomsten geregistreerd die van belang zijn voor de invordering door de Belastingdienst; met name verpandingen, eigendomsoverdrachten tot zekerheid, om werking te hebben tegenover de Belastingdienst.
Alle akten worden doorlopend genummerd en ingeschreven in het repertorium, een register dat elke notaris nauwgezet moet bijhouden. Ze worden bewaard in de Notariële Aktenbank (NABAN). Als een notaris stopt, neemt een andere notaris de akten over, daarvoor wordt het Opvolgersarchief bijgehouden, te vinden op de website notaris.nl van de Koninklijke Notraiële Beroepsorganisatie (KNB).
Voor een aantal overeenkomsten en rechtshandelingen is de notariële akte verplicht gesteld, ter bescherming van de betrokken personen. Deze plicht bestaat in Nederland bij onder andere huwelijksvoorwaarden, overdracht van onroerende zaken, vestigen van zakelijk rechten als hypotheek en bepaalde schenkingen. Soms hebben wetgevers ook andere eisen gesteld aan een akte, zoals in welke vorm die moet worden geschreven, of dat getuigen aanwezig moeten zijn bij het opmaken van de akte en deze moeten meetekenen. Dat kan van land tot land verschillen.
Voor een testament, in het Nederlands Burgerlijk Wetboek (B.W.) uiterste wil genaamd, is in bepaalde landen wel, maar in andere landen niet een notariële akte voorgeschreven als voorwaarde voor rechtsgeldigheid. Testamenten zijn geen overeenkomsten, want voor een overeenkomst is een wederkerige rechtshandeling nodig. Het maken van uiterste wilsbeschikkingen is een eenzijdige rechtshandeling, dat betekent dat deze uitsluitend door één persoon kan worden verricht, ook kan alleen éénzijdig worden herroepen. Overigens kunnen uit testamenten wel verbintenisrechtelijke verplichtingen en rechten voortvloeien, bijvoorbeeld ten gevolge van een last, legaat of de benoeming van een executeur.

#### Vormen
Het notarisambt maakt onderscheid tussen minuut- en originali-akten. De minuutakte blijft onder berusting van de notaris en wordt in zijn protocol (archief met de gezamenlijke akten) opgenomen. De originali-akte (of brevetakte) wordt na het opmaken daarvan aan partijen uitgereikt.
De notaris moet het origineel bewaren van alle minuutakten die hij verlijdt. Dat origineel heet de minuut aangezien vroeger de oorspronkelijke notariële akte met kleine letters werd geschreven (Latijn: minuta scriptura).
Een door de notaris gewaarmerkte integrale kopie van de minuut heet het authentieke afschrift (Belg. uitgifte). Hoewel de bewijskracht van de akte feitelijk gelegen is in het minuut, heeft een door de notaris afgegeven authentiek afschrift een even grote bewijswaarde. 
Naast het uitgeven van afschriften kan de notaris ook een grosse afgeven van de minuutakte. Een grosse is een uitvoerbaar afschrift dat in de plaats van de minuut wordt gebruikt om rechten en plichten te bewijzen. De grosse heeft hetzelfde hoofd en slot als de grossen van de vonnissen van de rechtbanken. Het levert een executoriale titel op voor de vorderings- of zekerheidsrechten die uit de notariële akte blijken. Die rechten kunnen met een grosse rechtstreeks worden afgedwongen zonder tussenkomst van de rechter.
Afschriften en grossen worden door de notaris uitsluitend afgegeven aan belanghebbenden.

## Bewijskracht
Authentieke akten gelden als dwingend bewijs van hetgeen de notaris verklaart ten aanzien van wat hij of zij heeft gedaan en gezien of gehoord. Let wel, de akte bewijst natuurlijk alleen dat een partij dit-of-dat verklaard heeft op een bepaalde dag. Het bewijst niet dat die partij toen ook de waarheid gesproken heeft. 
Speciaal voor authentieke akten geldt, dat iemand de akte ook als bewijs kan gebruiken tegenover iemand die zelf niet bij de ondertekening van het stuk geweest is. Een onderhandse akte heeft gewoonlijk slechts bewijskracht voor de ondertekenaars zelf.

## Voorbeelden
Bekende authentieke akten:
- hypotheekakte
- akte van levering (vroeger transportakte geheten) - juridische overdracht van onroerende zaken
- huwelijkse voorwaarden
- oprichtingsakte - waarbij een rechtspersoon, zoals een naamloze vennootschap (N.V.), besloten vennootschap met beperkte aansprakelijkheid (B.V.), vereniging of stichting, in het leven wordt geroepen
- splitsingsakte - voor het splitsen van de eigendom van een gebouw in appartementsrechten
- testament
- verklaring van erfrecht
- akte van vereffening of verdeling